# Благи деяния
„Благи деяния“ (на английски: Kinds of Kindness) e черна комедия от 2024 г. на режисьора Йоргос Лантимос, който е съсценарист с Ефтимис Филипу. Във филма участват Ема Стоун, Джеси Племънс, Уилям Дефо, Маргарет Куоли, Хонг Чау, Джо Алвин, Мамуду Ати и Хънтър Шафър.
Световната премиера на филма се състои на филмовия фестивал „Кан“ на 17 май 2024 г., където Племънс получава наградата за най-добър актьор. Излиза по кината в Съединените щати в разпространение от „Сърчлайт Пикчърс“ на 21 юни 2024 г., както и в Ирландия и Великобритания на 28 юни 2024 г. Получава генерално положителни отзиви от критиката и печели повече от 13 млн. щатски долара в световен мащаб.

## Сюжет
Филмът се състои от три отделни несвързани помежду си истории, в които участие взимат главните актьори Ема Стоун, Джеси Племънс и Уилям Дефо.

## В България
В България филмът излиза по кината на 6 септември 2024 г. в разпространение от „Форум Филм България“.